# Atzalán, Atempan
Atzalán är en ort i Mexiko.   Den ligger i kommunen Atempan och delstaten Puebla, i den sydöstra delen av landet, 180 km öster om huvudstaden Mexico City. Atzalán ligger 2 037 meter över havet och antalet invånare är 1 377.
Terrängen runt Atzalán är lite bergig, och sluttar norrut. Runt Atzalán är det ganska tätbefolkat, med 179 invånare per kvadratkilometer. Närmaste större samhälle är Teziutlan, 8,8 km öster om Atzalán. I omgivningarna runt Atzalán växer huvudsakligen savannskog.